# Зал славы блюза
Зал славы блюза (англ. Blues Hall of Fame) — музей и организация в США. Она награждает за значительный вклад в развитие блюза. Основан в 1980 году Фондом блюза (англ.). В число награждаемых включают тех лиц, кто исполнял, сочинял, записывал или исследовал блюз. Церемонии награждения проводились в Мемфисе, Лос-Анджелесе и Вашингтоне.

## Награждённые

#### 1980
- Биг Билл Брунзи
- Вилли Диксон
- Джон Ли Хукер
- Лайтнин Хопкинс
- Сон Хаус
- Хаулин Вулф
- Элмор Джеймс
- Блайнд Лемон Джефферсон
- Роберт Джонсон
- Би Би Кинг
- Литтл Уолтер
- Мемфис Минни
- Мадди Уотерс
- Чарли Паттон
- Джимми Рид
- Бесси Смит
- Отис Спэнн
- Ти-Боун Уокер
- Сонни Бой Уильямсон I (John Lee Williamson)
- Сонни Бой Уильямсон II (Алек «Райс» Миллер)

#### 1981
- Бобби «Блю» Блэнд
- Roy Brown
- Слепой Вилли МакТелл
- Professor Longhair
- Tampa Red

#### 1982
- Leroy Carr
- Ray Charles
- Big Walter Horton
- Freddie King
- Magic Sam

#### 1983
- Louis Jordan
- Albert King
- Robert Nighthawk
- Ma Rainey
- Big Joe Turner

#### 1984
- Otis Rush
- Hound Dog Taylor
- Биг Мама Торнтон

#### 1985
- Chuck Berry
- Buddy Guy
- Джей Би Хатто
- Slim Harpo

#### 1986
- Albert Collins
- Tommy Johnson
- Lead Belly

#### 1987
- Percy Mayfield
- Eddie Taylor
- Sonny Terry

#### 1988
- Миссисипи Джон Хёрт
- Литтл Милтон
- Джей Макшенн
- Джонни Винтер

#### 1989
- Клифтон Шенье
- Роберт Локвуд
- Мемфис Слим

#### 1990
- Blind Blake
- Lonnie Johnson
- Bukka White

#### 1991
- Слипи Джон Эстес
- Билли Холидей
- Фред Макдауэлл
- Санниленд Слим

#### 1992
- Скип Джеймс
- Джонни Шайнс
- Биг Джо Уильямс

#### 1993
- Champion Jack Dupree
- Lowell Fulson

#### 1994
- Arthur «Big Boy» Crudup
- Wynonie Harris

Non Performers :
- Bill "Hoss" Allen
- John Lomax
- Alan Lomax
- John Richbourg
- Gene Nobles

#### 1995
- Jimmy Rogers

Non Performers:
- Leonard Chess
- Phil Chess

#### 1996
- Charles Brown
- Дэвид Эдвардс

Non Performers:
- Bob Koester
- Пит Уэлдинг

#### 1997
- Brownie McGhee
- Koko Taylor

Non Performer:
- Bruce Iglauer

#### 1998
- Luther Allison
- Junior Wells

Non Performers:
- Lillian Shedd McMurry
- Sam Phillips

#### 1999
- Clarence "Gatemouth" Brown
- Roosevelt Sykes

Non Performers:
- Lester Melrose
- Chris Strachwitz

#### 2000
- Johnny Otis
- Stevie Ray Vaughan

Non Performer:
- Dick Waterman

#### 2001
- Etta James
- Little Junior Parker
- Rufus Thomas

немузыканты
- Theresa Needham
- Robert Palmer[англ.]

#### 2002
- Ruth Brown
- Big Maceo Merriweather

немузыканты
- Jim O'Neal

#### 2003
- Fats Domino
- Nick Gravenites
- Pinetop Perkins
- Сиппи Уоллес
- Dinah Washington

немузыканты
- Ralph Bass

#### 2004
- Bo Diddley
- Blind Boy Fuller

немузыканты
- J. Mayo Williams
- журнал Juke Blues[1]

#### 2005
- Walter Davis
- Ike Turner

не музыканты
- H. C. Speir

#### 2006
- Paul Butterfield
- James Cotton
- Roy Milton
- Bobby Rush

не музыканты
- Bihari Brothers
- Bobby Robinson
- Jerry Wexler

#### 2007
- Dave Bartholomew
- Dr. John
- Eddie «Guitar Slim» Jones
- Sister Rosetta Tharpe

не музыканты
- Ahmet Ertegün
- Art Rupe

#### 2008
- Jimmy McCracklin
- Mississippi Sheiks
- Hubert Sumlin
- Johnny "Guitar" Watson
- Peetie Wheatstraw
- Jimmy Witherspoon

не музыканты
- John Hammond
- Paul Oliver

#### 2009
- Reverend Gary Davis
- Son Seals
- Taj Mahal
- Irma Thomas
- Pee Wee Crayton

немузыканты:
- Clifford Antone
- Mike Leadbitter
- Bob Porter

#### 2010
- Lonnie Brooks

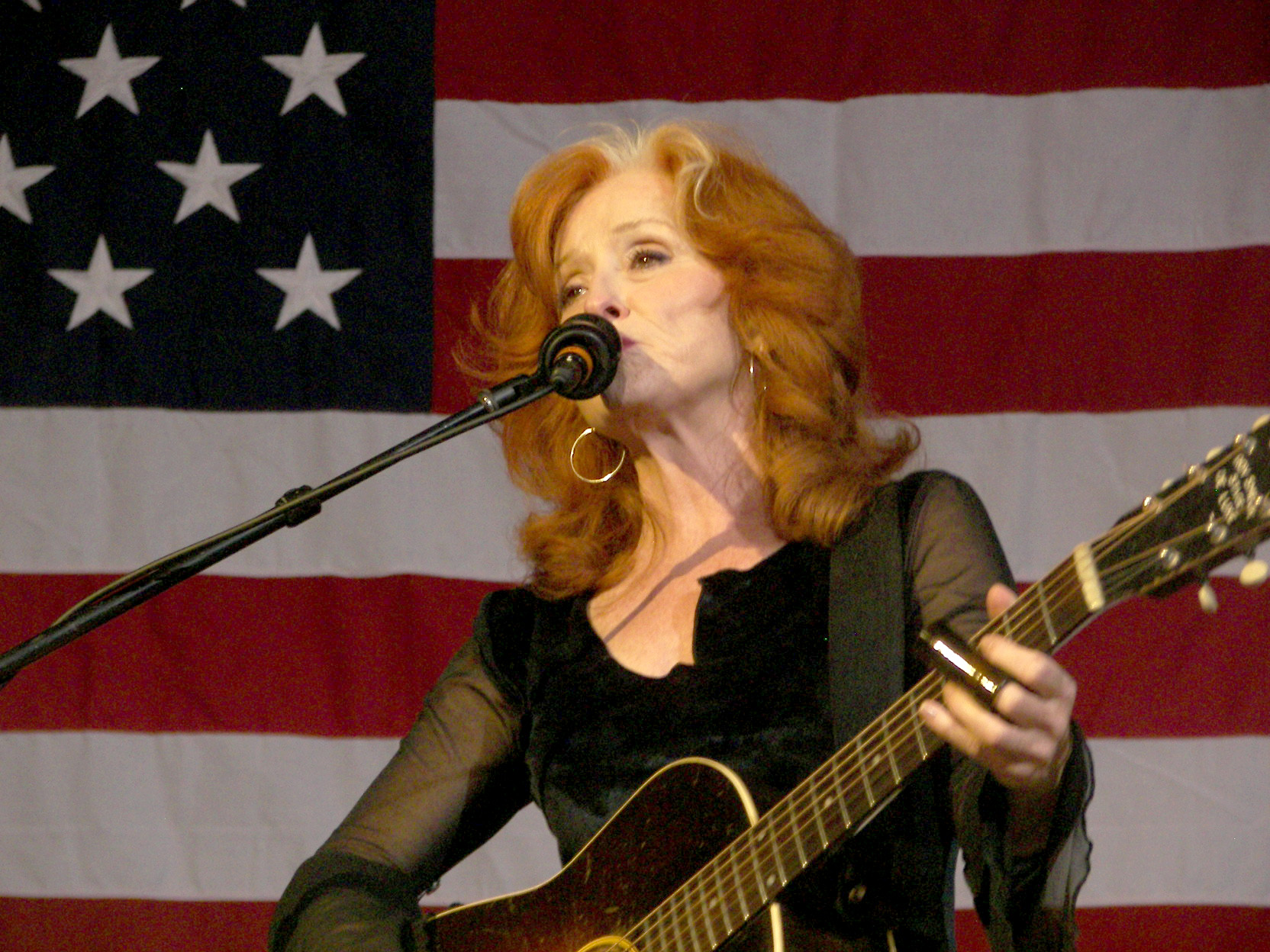
Bonnie Raitt

- Gus Cannon and Cannon’s Jug Stompers
- W. C. Handy
- Amos Milburn
- Charlie Musselwhite
- Bonnie Raitt

немузыканты:
- Peter Guralnick
- "Sunshine" Sonny Payne

#### 2011
- Big Maybelle
- Роберт Крей
- John Hammond, Jr.
- Альберта Хантер
- Дениз Ласаль
- J. B. Lenoir

немузыканты:
- Bruce Bromberg
- Vivian Carter & Jimmy Bracken
- Samuel Charters
- John W. Work III

#### 2012
- Билли Бой Арнольд
- Майкл Блумфилд
- Buddy Johnson & Ella Johnson
- Лейзи Лестер
- Furry Lewis
- Matt "Guitar" Murphy
- Frank Stokes
- Алан Туссен

немузыканты:
- Horst Lippmann & Fritz Rau
- Док Помус
- Первис Спэнн